# Barragem de Armamar
A Barragem de Armamar ou Barragem de Lumiares, construída sobre o Ribeira de Temilobos, está situada junto à povoação de Lumiares, no município de Armamar, distrito de Viseu, Portugal.
Tem como função o abastecimento publico de água ao domicílio, bem como alimentar a rede de rega do vale do Temilobos. A barragem foi projectada em 1999 e entrou em funcionamento em 2004.

## Barragem
É uma barragem de aterro. Possui uma altura de 40,5 m acima da fundação (34,5 m acima do terreno natural) e um comprimento de coroamento de 365 m. O volume da barragem é de 580.000 m³.

## Albufeira
A albufeira da barragem apresenta uma superfície inundável ao NPA (Nível Pleno de Armazenamento) de 0,32 km² e tem uma capacidade total de 2,9 Mio. m³. As cotas de água na albufeira são: NPA de 754 metros, NMC (Nível Máximo de Cheia) de 754,72 metros e NME (Nível Mínimo de Exploração) de 733,25 metros.